# Vorfahr
Vorfahr (auch Vorfahre; wie mittelhochdeutsch vorvar „Vorgänger“ zu althochdeutsch -faro „Fahrender“), weiblich Vorfahrin, bezeichnet einen biologischen Eltern- oder Vorelternteil eines Lebewesens, von dem es in direkter Linie abstammt und dessen blutsverwandter Nachfahre es ist. Zweigeschlechtliche Lebewesen haben mutter- und vaterseitige Vorfahren, auch als Ahnen zusammengefasst. Die Vorfahrenschaft heißt fachsprachlich Aszendenz (lateinisch „aufsteigend“), ihr Gegenteil ist in absteigender Linie die Deszendenz als Nachkommenschaft eines Lebewesens. Im übertragenen Sinne werden ganze Tierarten als Vorfahren von Arten bezeichnet, die sich aus ihnen entwickelt haben, so gelten Dinosaurier als Vorfahren der Vögel, weil sie erstmals wärmende Federn entwickelten.
Von den biologischen Abstammungslinien unterscheiden sich in menschlichen Gesellschaften die kulturellen Abstammungsregeln, weil sie zu den Vorfahren einer Person auch adoptierte und anerkannte rechtliche Verwandte sowie geschwisterliche Seitenverwandte zählen können (Tante, Großonkel). In Kulturen mit einlinigen Abstammungsregeln von Vorvätern oder Vormüttern sind nur die Vorfahren eines Elternteils von sozialer Bedeutung (siehe unten).
Ahn (auch Ahne, weiblich die Ahne oder Ahnin) bezeichnet im engeren Sinne einen verstorbenen Vorfahren, einen Altvorderen (siehe auch Ahnenverehrung/Ahnenkult). Im allgemeinen Sinne werden als Ahnen weit zurückliegende Vorfahren-Generationen bezeichnet, im weitesten Sinn alle Vorfahren und im übertragenen Sinne geistige Vorfahren einer Idee oder Tradition (Vorläufer). Das Wort „Ahn“ geht zurück auf mittelhochdeutsch an(e), althochdeutsch ano, bis auf einen Ursprung als „Lallwort der Kindersprache für ältere Personen aus der Umgebung des Kindes“ (Duden); früher bezeichnete es regional auch den Großvater. Die historische Hilfswissenschaft der Ahnenforschung sammelt systematisch Informationen zu den Vorfahren einer Person (siehe unten).
Urahn(e), weiblich die Urahne, bezeichnet Vorfahren mit mehreren Generationen Abstand zur betreffenden Person, oder ihren frühest nachweisbaren Vorfahren, oder einen Stammvater oder eine Stammmutter (vergleiche die Vorsilbe „Ur-“).

## Kulturelle Unterschiede zur biologischen Vorfahrenschaft
In allen sozialen Gruppen und Gesellschaften bestimmen kulturelle Abstammungsregeln, ob nur die Abstammungslinie eines Elternteils oder ob die Linien beider Eltern zu den Vorfahren einer Person gerechnet werden, und inwieweit auch Seitenverwandte sowie adoptierte oder anerkannte Verwandte als Vorfahren anerkannt werden.
Das engste soziale Konstrukt von Abstammung ist der „Mannesstamm“, vor allem bei Adelsfamilien: Bei ihnen beschränkt die Stammlinie die Vorfahren einer Person auf ihre Vorväter, zu denen in jeder Generation nur eheliche Söhne des jeweiligen Vorvaters gerechnet werden, die sogenannten Agnaten. Eine besondere Rolle kann in der Erbfolge die Reihenfolge der Geburt der Söhne spielen (siehe Primogenitur, Erstgeborener, Erstgeburtsrecht). Dagegen beschränken rund 160 Ethnien und indigene Völker ihre Vorfahrenschaft nur auf ihre Mütterlinie. Im Unterschied zu diesen einlinigen Abstammungsregeln gilt im europäischen Kulturraum die gleichwertige Herkunft von Vater und Mutter (kognatisch-bilateral), wie in den meisten hochindustrialisierten Gesellschaften; dieser Regel folgen auch fast 30 Prozent der weltweit 1300 ethnischen Völker. Der Bezug auf die Vorfahren beider Linien führt allerdings dazu, dass man sich nicht an sehr viele Generationen erinnern kann und die Anzahl der Seitenverwandten sehr groß wird; demgegenüber können Angehörige einer Kultur mit reinen Mütter- oder Väterlinien bis zu zehn und mehr Generationen ihrer Vorfahren benennen.
Einen weiteren Unterschied zur biologischen Vorfahrenschaft bilden Seitenlinien von Geschwistern der Eltern und Voreltern, die oft zusammen mit ihrer jeweiligen Nachkommenschaft zu den Vorfahren einer Person gerechnet werden; seitenverwandte Vorfahren sind beispielsweise Onkel (Brüder der Eltern) und Großtanten (Töchter von Geschwistern der Urgroßeltern). Allerdings können bei der mündlichen oder schriftlichen Überlieferung von Vorfahren-Generationen ganze Seitenlinien unterschlagen worden sein, wenn beispielsweise ein Vorfahre aufgrund von Unehelichkeit oder Streit, oder als „Schwarzes Schaf“ von seiner (Groß)Familie ausgestoßen und im Folgenden – zusammen mit seinen Nachkommen – verleugnet wurde.
Den dritten Unterschied zu genetischen Vorfahren bilden rechtliche Vorstellungen, die durch Adoption oder Vaterschaftsanerkennung die Eingliederung von Personen in die eigene Vorfahrenschaft ermöglichen, die nicht blutsverwandt mit anderen Vorfahren sind oder waren.

## Ahnenforschung

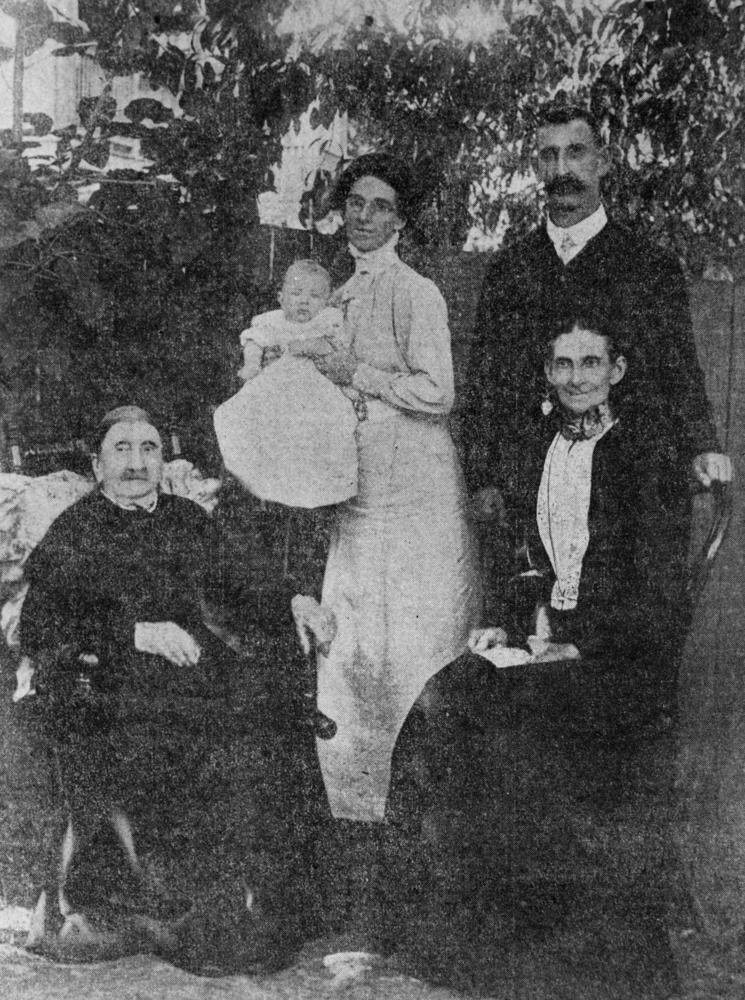
1912: Fünf Generationen der australischen Familie Crouch – Ururgroßmutter (93), Urgroßmutter (64), Großvater (45), Mutter und Baby; die Ururgroßmutter hatte ihrerzeit bereits fast 200 Nachkommen

In der Genealogie (Familiengeschichtsforschung) werden die namentlich bekannten Vorfahren einer Person, auch die lebenden, in einer „Ahnenliste“ oder „Ahnentafel“ dargestellt: Die Eltern beider Elternteile sind die vier Großeltern, alle deren Geschwister sind die Großonkel und -tanten, deren Eltern die acht Urgroßeltern, und so weiter aufsteigend (siehe Verwandtschafts- und Generationsbezeichnungen). Dabei kann die Darstellung auf alle vater- und mutterseitigen Voreltern beschränkt sein (auch in der Tierzucht üblich), oder auch Seitenlinien von Geschwistern der Eltern und Voreltern-Generationen einschließen (siehe dazu auch den „Stammbaum“).
Als „Spitzenahn“ wird entweder ein Stammvater (Ahnherr) oder eine Stammmutter (Ahnherrin) bezeichnet, oder der älteste nachweisbare Vorfahre als frühest belegter Urahn einer Person.
In der modernen Genealogie sind mutter- und vaterseitige Vorfahren von gleicher Bedeutung. Dabei findet sich oft in entfernten Seitenlinien ein Ahn, der auch in der Ahnenliste einer anderen (bekannten) Person enthalten ist; eine solche weit zurückliegende Verwandtschaft wird als „Ahnengemeinschaft“ bezeichnet (im Unterschied zur „Gemeinschaft der Ahnen“ bei der Ahnenverehrung). Eine vollständige, deckungsgleiche Ahnengemeinschaft haben vollbürtige Geschwister aufgrund ihrer identischen Vorfahren.
Einige Ahnen können gleichzeitig an zwei Stellen der Ahnenliste stehen, beispielsweise führen Cousinenheiraten dazu, dass für ihre Nachkommen zwei Großelternteile als Eltern der verschwisterten Eltern gleich vier Ahnenpositionen belegen, und diese Überschneidungen setzen sich rückwärtig fort; dieser Effekt wird „Ahnenschwund“ genannt: Die mathematisch mögliche Anzahl der Ahnen schwindet auf eine geringere Anzahl tatsächlicher Vorfahren, es entsteht ein „Ahnenverlust“.
Als „Stiefahnen“ werden (spätere) Ehepartner von Vorfahren einer Person bezeichnet, von denen sie nicht abstammt, beispielsweise ein Stiefvater oder eine spätere Ehefrau des Großvaters (Stiefgroßmutter); zu ihnen besteht keine Verwandtschaft, sondern ein angeheiratetes Schwägerschaftsverhältnis, das in neuerer Zeit auch die eingetragenen Lebenspartner von Vorfahren einbezieht.